# Анджей Малисяк
Анджей Малисяк (пол. Andrzej Małysiak, нар. 30 червня 1957, Мисловиці) — польський хокеїст, що грав на позиції центрального нападника, зокрема, за збірну команду Польщі.

## Ігрова кар'єра
Професійну хокейну кар'єру розпочав 1975 року.
Протягом професійної клубної ігрової кар'єри, що тривала 11 років, захищав кольори команд ГКС (Катовиці), ГКС (Тихи). За час виступів у чемпіонатах Польщі зіграв 422 матчі та закинув 224 шайби.
У складі національної збірної Польщі провів 59 матчів 16 голів; учасник 4-х чемпіонатів світу — 1978, 1979, 1981 i 1982, один раз брав участь в зимовій Олімпіаді 1980 року.